# Agrinion
Agrinion (în turcă, în perioada otomană İmrahor, Evrekoy) este un oraș în Grecia.